# Pistolet maszynowy Typ 85
Typ 85 – chiński pistolet maszynowy skonstruowany w pierwszej połowie lat 80. XX wieku. Poza wersją standardową produkowana była wersją z integralnym tłumikiem dźwięku. Miała ona długość 631/869 mm (z kolbą złożoną/rozłożoną) i masę 2,5 kg bez amunicji.
Typ 85 działa na zasadzie odrzutu zamka swobodnego. Komora zamkowa rurowa, ze stali. Bezpiecznik połączony z przełącznikiem rodzaju ognia po prawej stronie broni nad chwytem pistoletowym. Kolba składana.